# Bahnstrecke Ülemiste–Liiva
| Spurweite: | 1520 mm (Russische Spur) |                              |                              |
| |                          |                              |                              |
| \| \| \| von Tapa \| \| \| \| \| Ülemiste \| \| \| \| \| nach Tallinn \| \| \| \| 5,57 \| Eesti Raudtee / Edelaraudtee \| Eesti Raudtee / Edelaraudtee \| \| \| \| von Tallinn \| \| \| \| \| Liiva \| \| \| \| \| nach Rapla \| \| |                          |                              |                              |
| Strecke |                          | von Tapa                     | von Tapa                     |
| Bahnhof |                          | Ülemiste                     | Ülemiste                     |
| Abzweig geradeaus und nach rechts |                          | nach Tallinn                 | nach Tallinn                 |
| Wechsel des Eisenbahninfrastrukturunternehmens | 5,57                     | Eesti Raudtee / Edelaraudtee | Eesti Raudtee / Edelaraudtee |
| Abzweig geradeaus und von rechts |                          | von Tallinn                  | von Tallinn                  |
| Bahnhof |                          | Liiva                        | Liiva                        |
| Strecke |                          | nach Rapla                   | nach Rapla                   |

Die Bahnstrecke Ülemiste–Liiva ist eine Bahnstrecke in Estland auf dem Stadtgebiet der Hauptstadt Tallinn. Die eingleisige, nicht elektrifizierte Strecke des Infrastrukturbetreibers Edelaraudtee hat eine Länge von 5270 Metern. Sie verbindet den Bahnhof Liiva mit dem Bahnhof Ülemiste ohne einen Zwischenbahnhof. Die Infrastrukturgrenze befindet sich am Einfahrtsignal Ülemiste.
Die Bahnstrecke ist eine von zwei Verbindungen zwischen den Netzen der beiden estnischen Infrastrukturbetreiber Edelaraudtee und Eesti Raudtee.

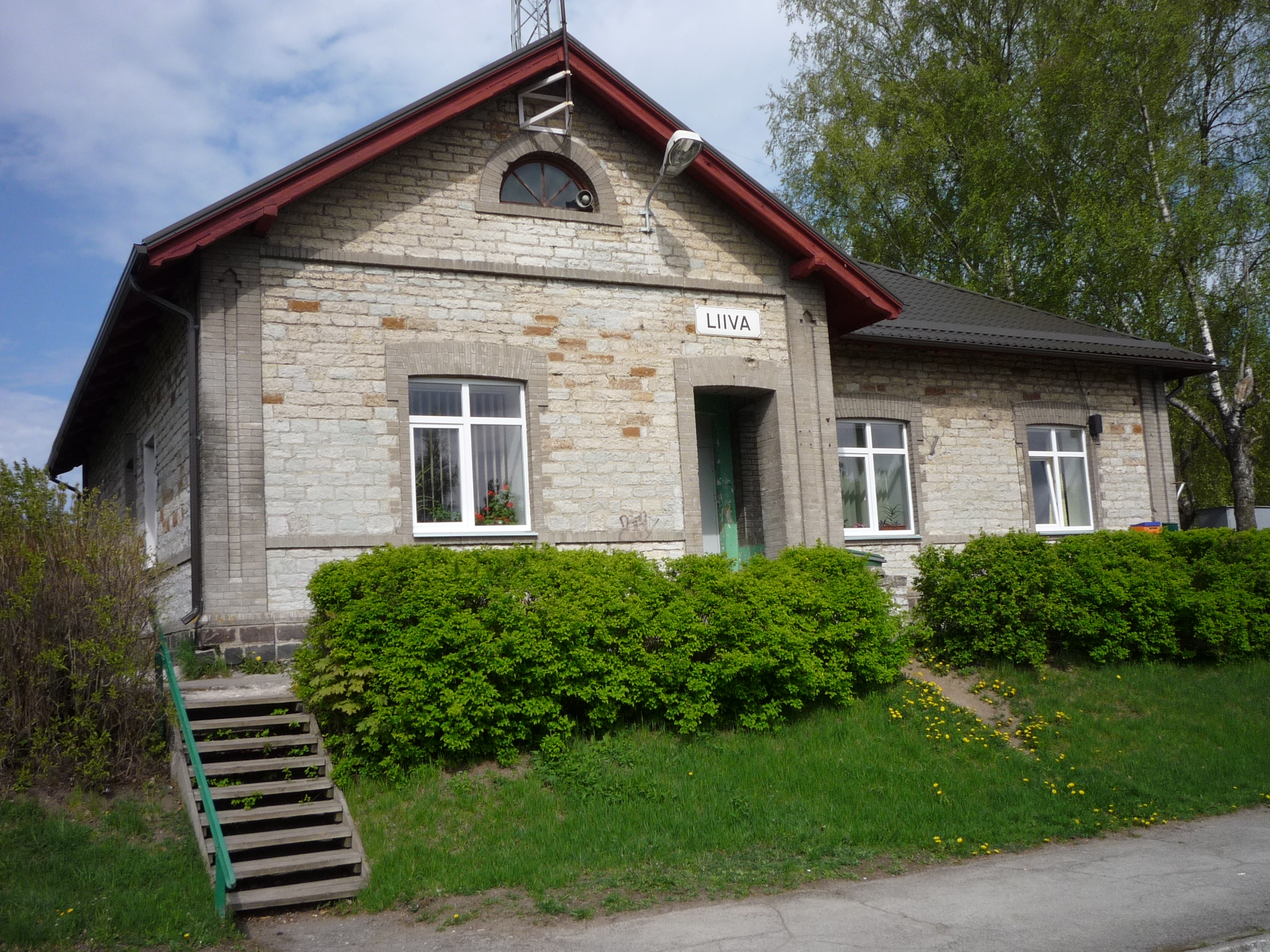
Bahnhof Liiva (2009)
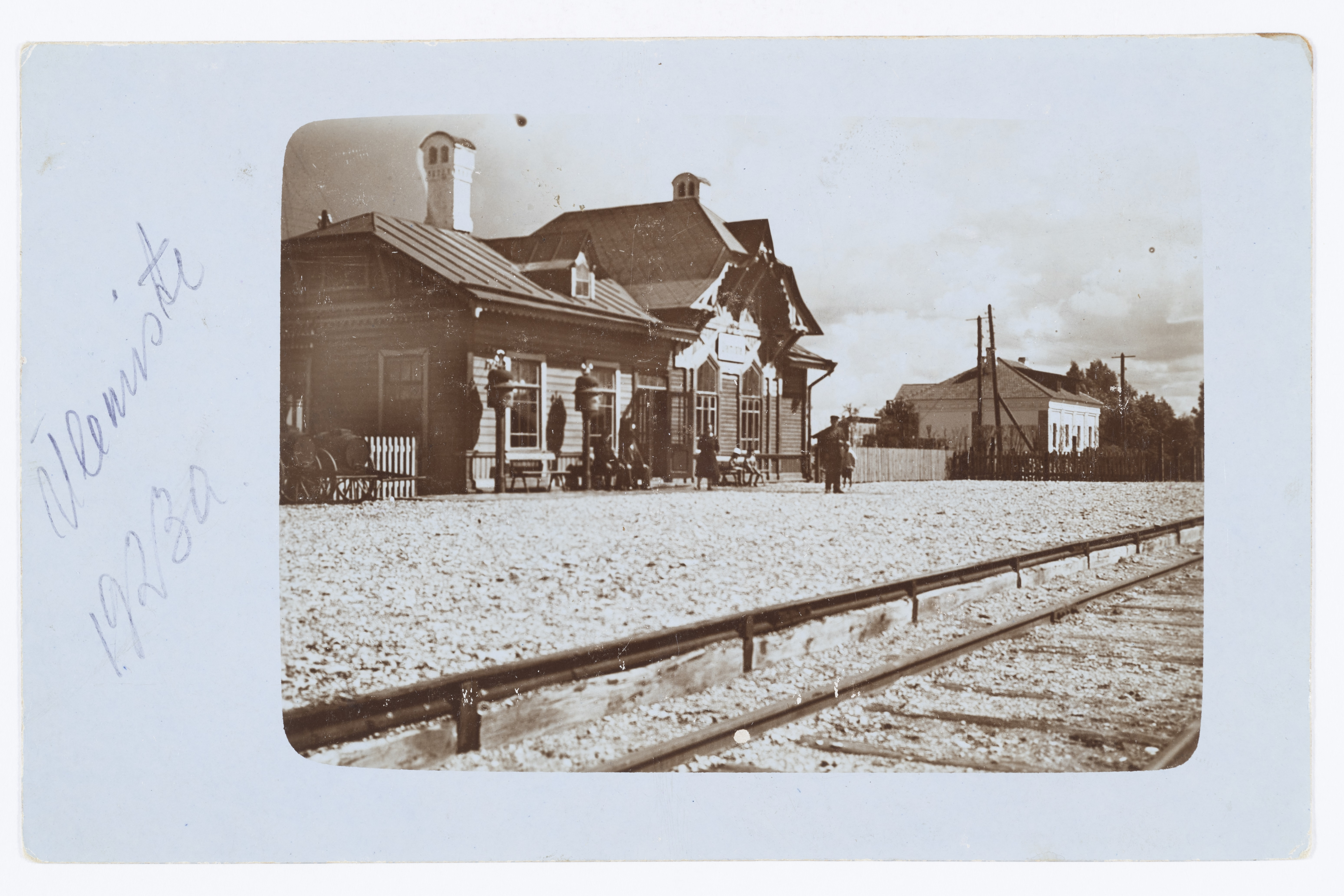
Bahnhof Ülemiste (1923)
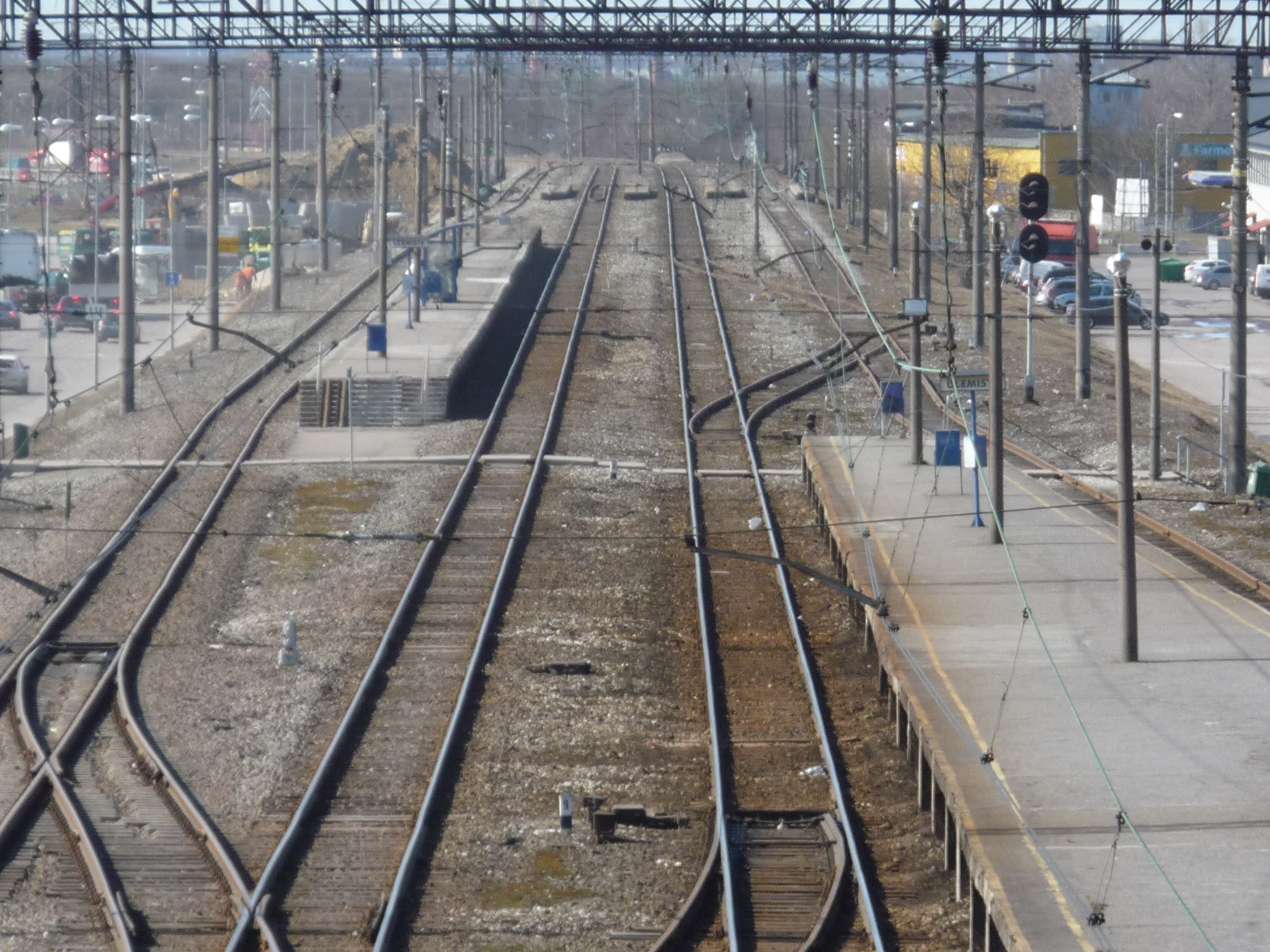
Bahnhof Ülemiste (2009)